# 勒訥舒爾河
52°11′35″N 8°41′35″E / 52.19306°N 8.69306°E
勒訥舒爾河（德語：Löhner Schulbach），是德國的河流，位於該國西部，處於北萊茵-威斯特法倫州，屬於韋勒河的右支流，河道全長3.4公里，流域面積3.6平方公里。